# Asleep in the Back
| Совокупная оценка    | Совокупная оценка           |
| Источник             | Оценка                      |
| -------------------- | --------------------------- |
| Metacritic           | 82/100                      |
| Оценки критиков      |                             |
| Источник             | Оценка                      |
| AllMusic             | [ 2 ]                       |
| The Daily Telegraph  | [ 3 ]                       |
| Entertainment Weekly | B−                          |
| The Guardian         | [ 5 ]                       |
| Los Angeles Times    | [ 6 ]                       |
| NME                  | 9/10                        |
| Pitchfork            | 7.4/10 (2002) 8.4/10 (2009) |
| Q                    | [ 10 ]                      |
| Spin                 | 6/10                        |
| Uncut                | [ 12 ]                      |

Asleep in the Back — первый студийный альбом британской группы Elbow, выпущенный 7 мая 2001 в Великобритании и 22 января 2002 в США на лейбле V2 records.

## Описание
По мнению обозревателя портала AllMusic, поставившего альбому три звезды из пяти, первый альбом у Elbow получился «эпическим дебютом манчестерского мизераблизма», а сама группа играет «с широкоэкранной динамикой и некоторой склонностью к прог-року».
Джон Эйзлвуд из The Guardian сравнил Asleep in the Back с «душераздирающей прогулкой по тёмной стороне», дав своей рецензии на альбом название «Вой на Луну» («Howling at the moon»).
Журнал Q поместил Asleep in the Back в свой список 50 лучших альбомов 2001 года.

## Список композиций
Слова и музыка всех песен — Elbow; все тексты Гая Гарви.
| №   | Название                     | Длительность |
| --- | ---------------------------- | ------------ |
| 1.  | «Any Day Now»                | 6:17         |
| 2.  | «Red»                        | 5:11         |
| 3.  | «Little Beast»               | 4:15         |
| 4.  | «Powder Blue»                | 4:31         |
| 5.  | «Bitten by the Tailfly»      | 6:16         |
| 6.  | «Asleep in the Back»         | 3:47         |
| 7.  | «Newborn»                    | 7:36         |
| 8.  | «Don't Mix Your Drinks»      | 3:16         |
| 9.  | «Presuming Ed (Rest Easy)»   | 5:26         |
| 10. | «Coming Second»              | 4:56         |
| 11. | «Can't Stop»                 | 4:36         |
| 12. | «Scattered Black and Whites» | 5:30         |

## Участники записи
Elbow:
- Гай Гарви — вокал, бэк-вокал, акустическая и электрогитара, перкуссия, аналоговый синтезатор, бокалы для вина, губная гармоника
- Марк Поттер — электрические и акустические гитары, бэк-вокал
- Крэйг Поттер — фортепиано, орган, бэк-вокал, аналоговый синтезатор, перкуссия, бокалы для вина, клавишные
- Пит Тернер — бас-гитара, аналоговый синтезатор, бэк-вокал, бокалы для вина
- Ричард Джапп — ударные, перкуссия, бэк-вокал

Дополнительные музыканты:
- The Elbow Choir — вокал (9,10)
- Дэнни Эванс — перкуссионные лупы (1)
- Бен Хильер — перкуссия (2), бэк-вокал (10)
- Иэн Бердж — виолончель (2), музыкальный руководитель (6)
- Франсуаза Лемуан — саксофон (4)
- Боб Састри — духовые инструменты (5), валторна (6)
- Ник Коэн — духовые инструменты (5)
- Мартин Филд — фагот (6)
- Стюарт Кинг — кларнет (6), бас-кларнет (6)
- Мэтью Ганнер — валторна (6)
- Джонатан Сноуден — флейта (6), альтовая флейта (6)
- Доминик Келли — английский рожок (6)